# Gaiļezers
Le Gaiļezers est un lac de Lettonie. Il est situé dans le voisinage de Mežciems à Riga.

## Description
Le lac Gaiļezers est situé a l'est de la ville, dans la partie nord de Mežciems, près des rues Hippokratas iela et Gaiļezer iela. 
Le fond est boueux, les berges sont basses. 
Un lac est en cours d'eutrophisation avec des rives boueuses et envahies par la végétation, de nombreux nénuphars et tilleuls dans le lac. 
On y a vu 5 espèces de poissons : brochet, tanche, carassin, brème et goujon.
L'hôpital universitaire de l'Est de Riga est situé à proximité du lac.

## Galerie

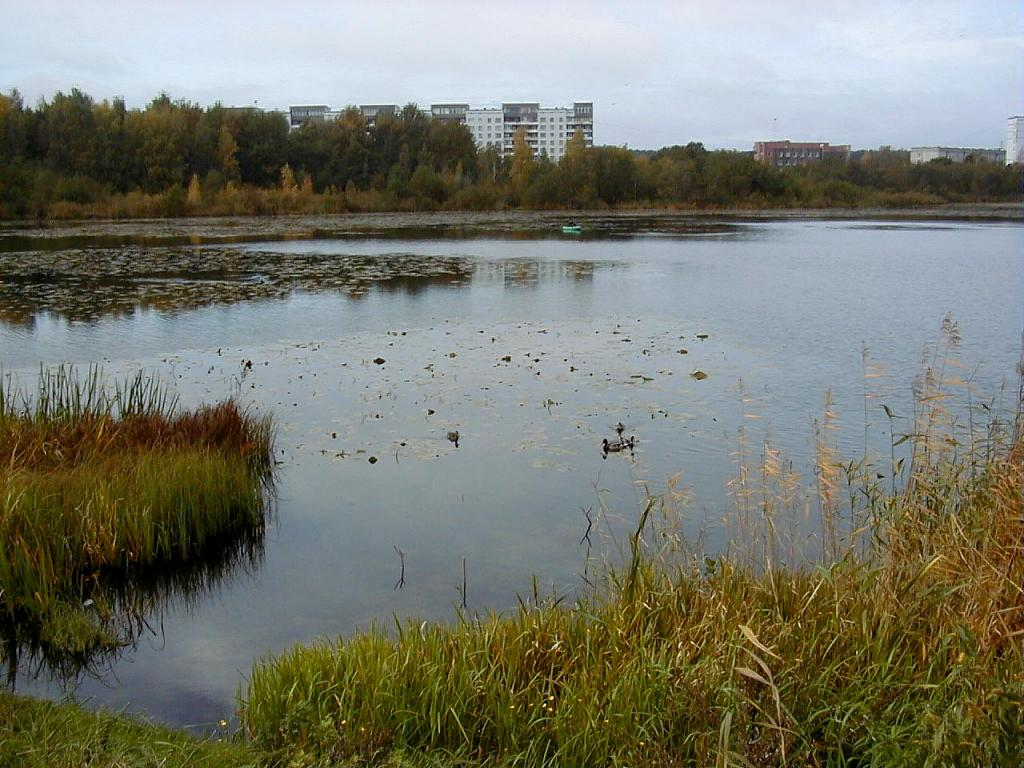
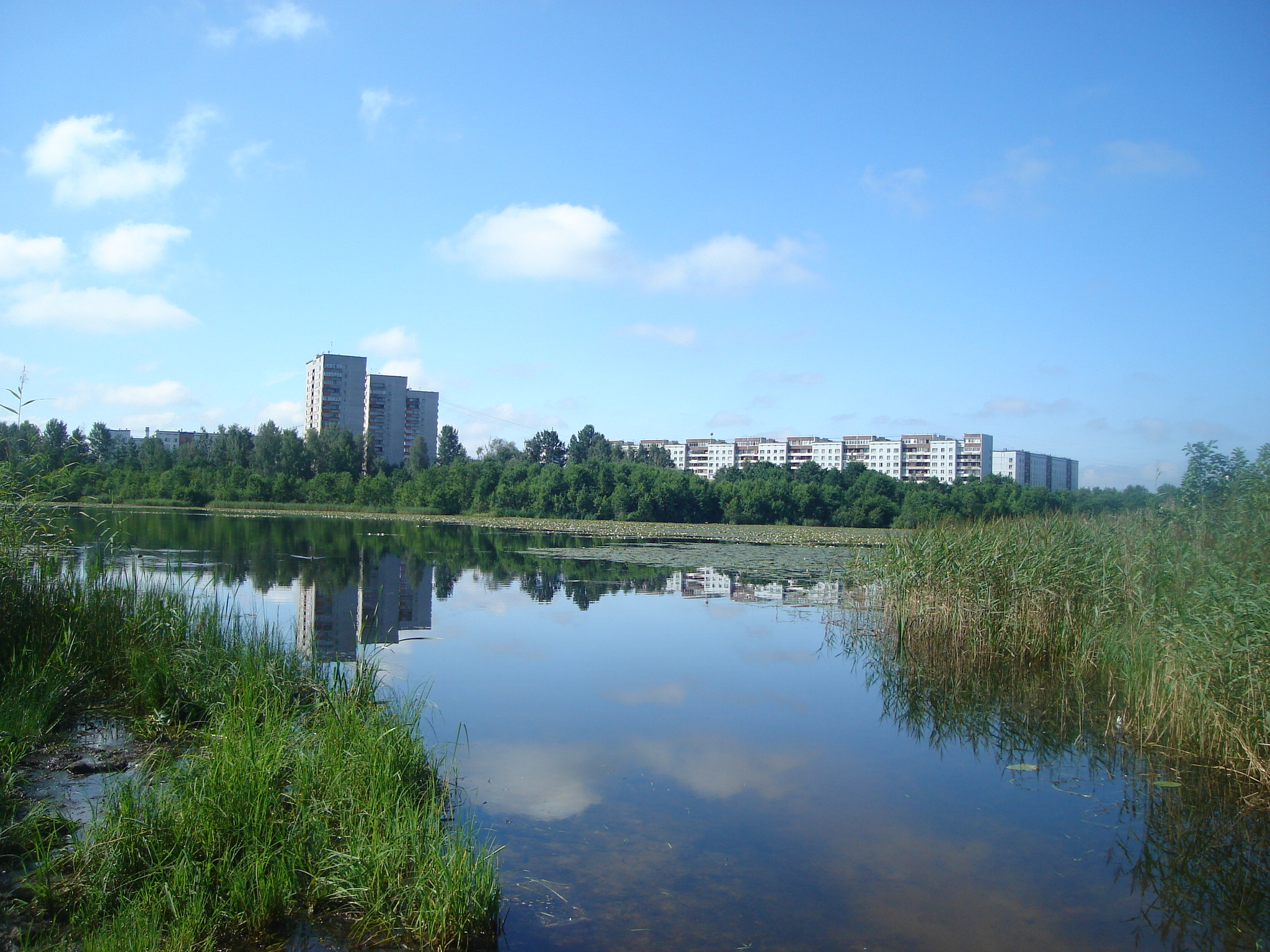
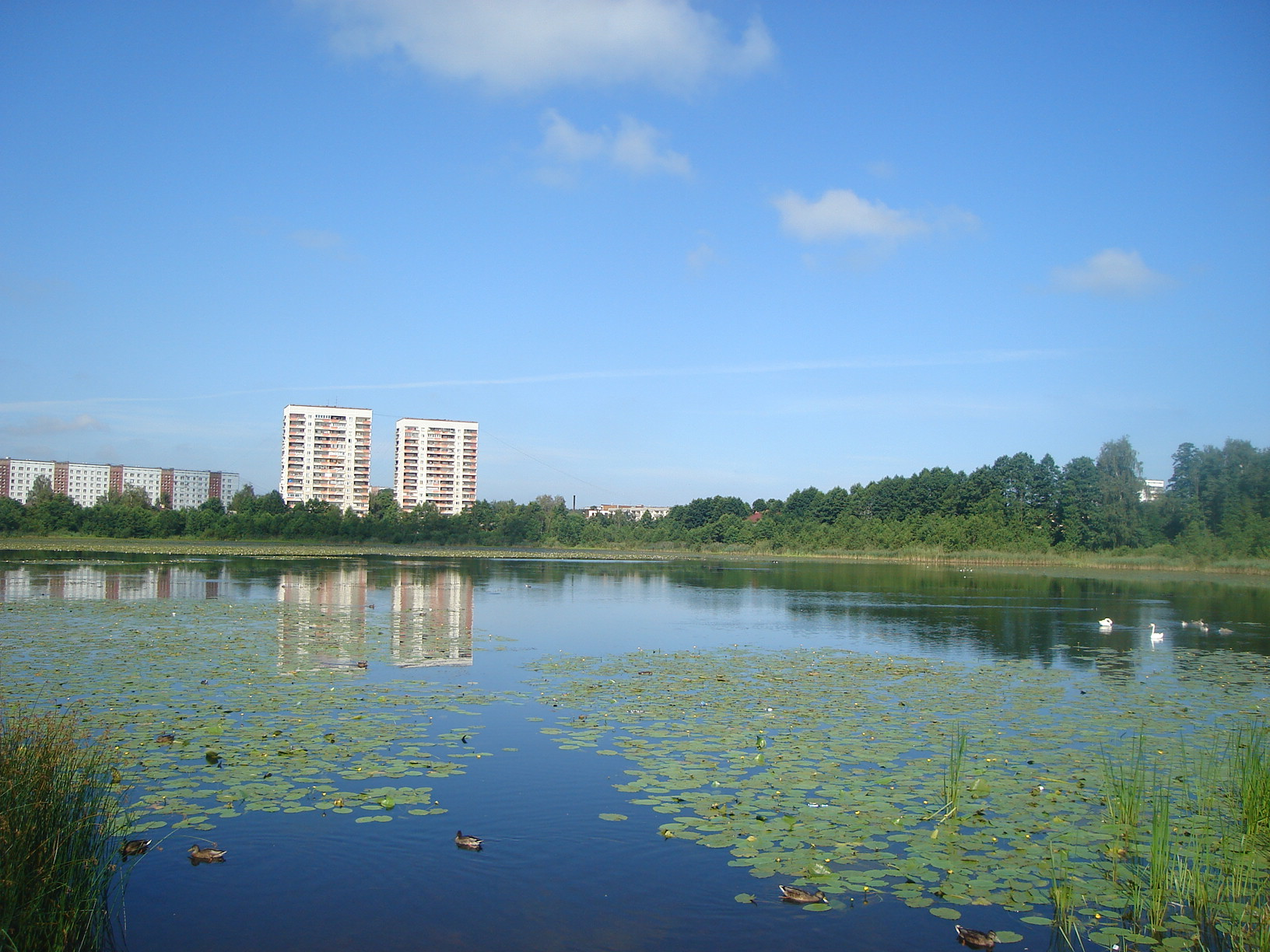